# 1926 en photographie
| Années de la photographie : 1923 - 1924 - 1925 - 1926 - 1927 - 1928 - 1929    |
| Décennies de la photographie : 1890 - 1900 - 1910 - 1920 - 1930 - 1940 - 1950 |

Cet article présente les faits marquants de l'année 1926 en photographie.

## Événements
- avril : 
  - création à Tokyo d'Asahi Camera, magazine photographique mensuel japonais.
  - création à Moscou par le journaliste Mikhaïl Koltsov et le photographe Arkadi Chaïkhet de Sovetskoe Foto (en) (en russe : Советское фото), magazine de photographie soviétique.
- Création du magazine tchécoslovaque Pestrý týden qui publie des photo-reportages tels ceux de Karel Hájek, Václav Jírů ou Ladislav Sitenský.
- septembre : Anatol Josepho met en service sa première cabine photographique qu'il appelle photomaton à New York au 1659 Broadway Street à Manhattan ; pour 25 cents, la machine offre 8 photographies développées en 8 minutes.

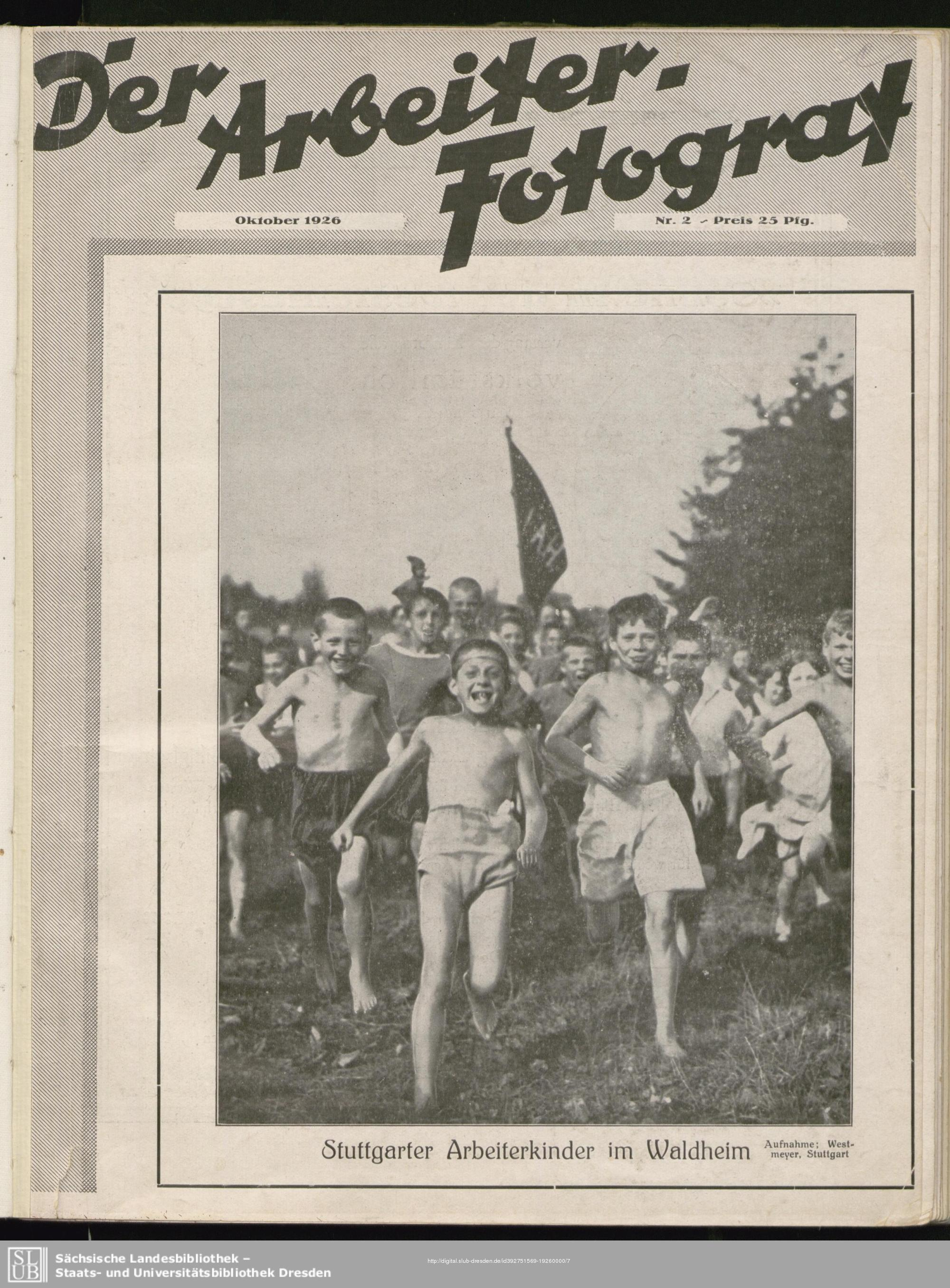
Der Arbeiter-Fotograf, no 2, octobre 1926.

- Lors du congrès du Secours ouvrier international à Erfurt, création de l'Union des photographes ouvriers (en allemand : Vereinigung der Arbeiterfotografen Deutschlands - VdAFD) qui a pour mission de fédérer les clubs locaux et d'éditer un bulletin, Der Arbeiter-Fotograf (de)[1].
- Berenice Abbott ouvre un studio photographique à Paris au 44, rue du Bac, avec l'aide de Peggy Guggenheim ; elle y photographie artistes, écrivains et célébrités[2].
- Germaine Krull s’installe à Paris et ouvre un studio photographique avec le photographe de mode Luigi Diaz ; ils travaillent pour des grands couturiers tels que Paul Poiret et Lucien Lelong, ainsi que pour Sonia Delaunay[3].
- L'entreprise allemande Carl Zeiss crée la société Zeiss Ikon en acquérant les sociétés Contessa Nessel (Stuttgart), Ernemann (Dresde) et Goerz (Berlin), qui fusionnent avec ICA (Internationale Camera Aktiengesellschaft) ; ce sera, jusqu'aux années 1960, l'un des plus grands fabricants mondiaux de matériel photographique.
- Création à Paris de l'École technique de photographie et de cinéma (ETPC) sous l'impulsion de Louis Lumière et Léon Gaumont, avec pour objectif de « former des praticiens possédant les connaissances techniques et professionnelles indispensables de nos jours pour exercer avec compétence les différentes professions de la photographie et de la cinématographie » ; Paul Montel en est le premier directeur. Elle deviendra l'École nationale supérieure Louis-Lumière.

## Photographies notables

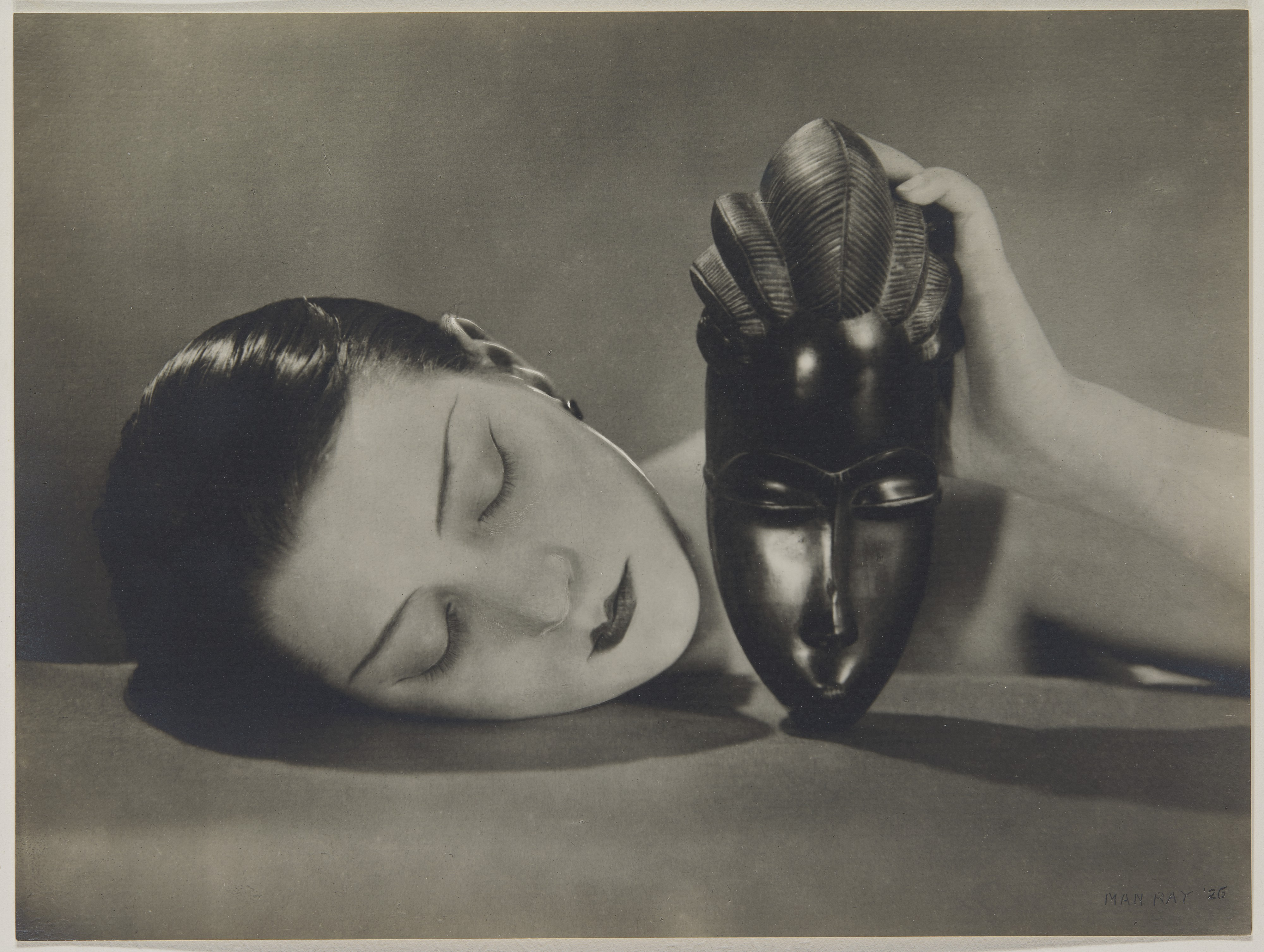
Man Ray, Noire et Blanche.

- 1er mai : Noire et Blanche, photographie de Man Ray est publiée dans la version parisienne du magazine Vogue sous le titre Visage de nacre et Masque d'ébène[4].
- August Sander, Le peintre Anton Räderscheidt (en), photographie du peintre allemand Anton Räderscheidt, une figure de proue de la Nouvelle objectivité[5],[6].
- Des photographies d'Eugène Atget sont publiées dans le numéro 7 de la revue La Révolution surréaliste[7].

## Études, essais, articles
- Victorian photographs of famous men & women, Londres, The Hogarth Press : première monographie consacrée à Julia Margaret Cameron, éditée par la petite-nièce de la photographe, Virginia Woolf, et Roger Fry.
- Autobiographie de Richard N. Speaight : Memoirs of a Court Photographer [Mémoires d'un photographe de cour], Londres, Hurst & Blackett.

## Naissances

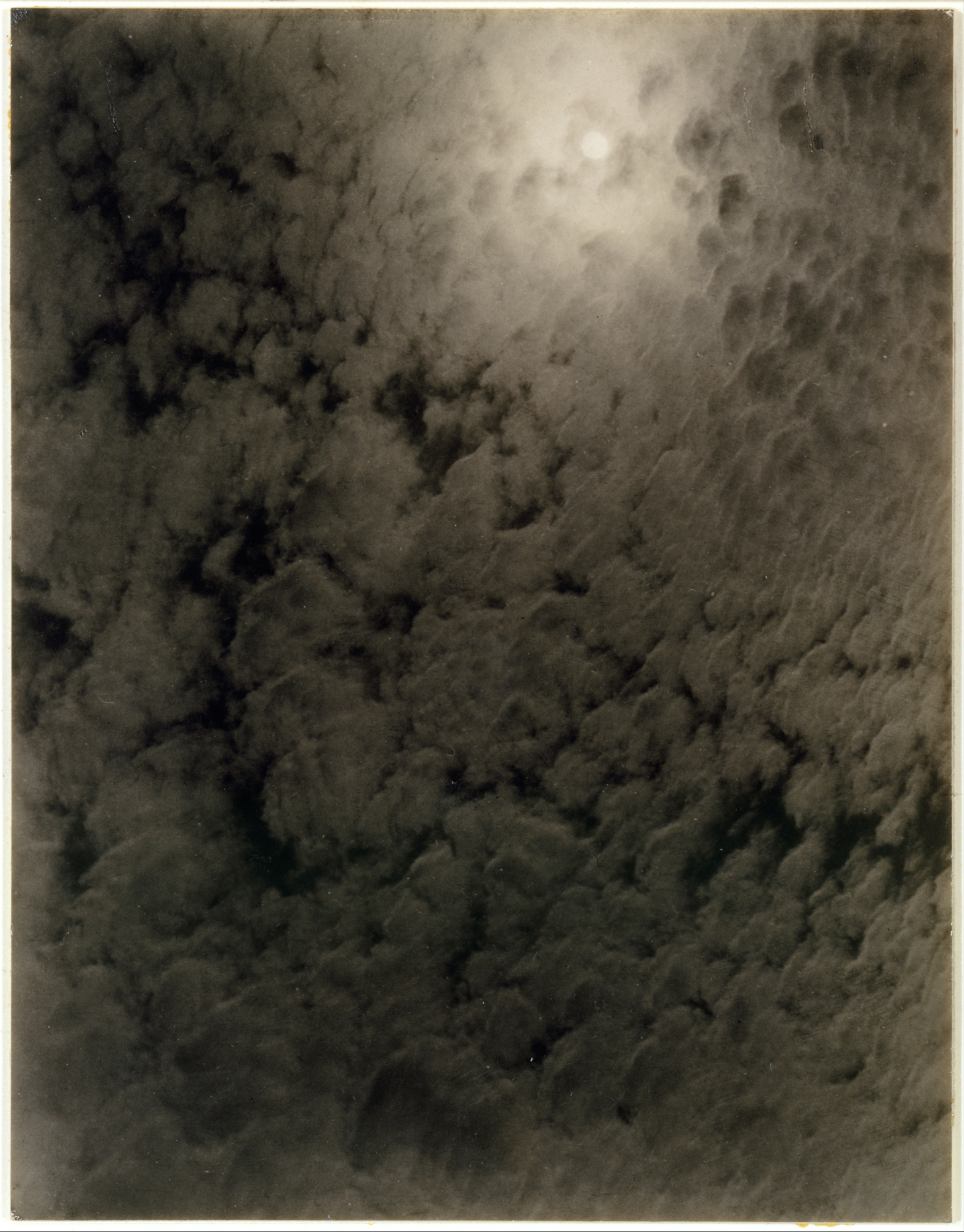
Alfred Stieglitz, une des photographies de nuages de la série ' commencée en 1923, épreuve à la gélatine argentique.

- 1er janvier : Robert Descharnes photographe français, mort le 15 février 2014.
- 6 janvier : Günter Rössler, photographe, photojournaliste et photographe de mode allemand, mort le 31 décembre 2012.
- 24 janvier : Robert Delpire, éditeur, galeriste et commissaire d'exposition français, spécialisé dans le domaine de la photographie, premier directeur du Centre national de la photographie, mort le 26 septembre 2017.
- 27 janvier : Peter Jackson écrivain et photographe britannique, mort le 8 décembre 2016.
- 28 janvier : Gaby (Joseph Gloria Gabriel Desmarais), photographe québécois, mort le 21 mai 1991.
- 1er février : Vivian Maier, photographe américaine de rue, morte le 21 avril 2009.
- 28 février : Jean Marquis, photographe français, mort le 2 septembre 2019.
- 29 mars : Masaya Nakamura, photographe japonais, connu pour ses photographies de nus, mort le 6 juin 2001.
- 19 avril : William Klein, photographe, réalisateur et plasticien américain, mort le 10 septembre 2022[8]
- 5 mai : Arnaud Maggs, photographe canadien, mort le 17 novembre 2012.
- 22 mai : Jules Rouard, militaire, résistant et photographe belge, mort le 28 décembre 2008.
- 29 mai : Larry Burrows, photographe de guerre britannique, connu principalement pour ses photos de la guerre du Viêt Nam, mort le 10 février 1971.
- 11 juin : Frank Plicka, photographe australien d’origine tchèque, mort le 9 décembre 2010.
- 16 juillet : F. C. Gundlach,  photographe, galeriste et collectionneur allemand, mort le 23 juillet 2021.
- 26 juillet : Henry Calbabian, photographe et journaliste français, mort le 19 juillet 2011.
- 12 août : John Derek, acteur, réalisateur et photographe américain, mort le 22 mai 1998.
- 23 août : Jacques Vauclair, photographe portraitiste français, opérateur au Studio Harcourt, mort le 14 février 1999.
- 14 septembre : Vincenzo Agnetti, artiste conceptuel, photographe, écrivain et théoricien de l'art italien, mort le 2 septembre 1981.
- 29 septembre : Nino Migliori, photographe italien.
- 1er novembre : Fulvio Roiter photographe italien, mort le 18 avril 2016.
- 4 novembre : Gérald Bloncourt, peintre, poète et photographe haïtien, installé en France, mort le 29 octobre 2018.
- 11 novembre : Bernard B. Fall, historien, politologue, photographe et correspondant de guerre autrichien naturalisé français, mort le 21 février 1967.
- 21 novembre : Tabe Slioor, photographe, journaliste et mannequin finlandaise, morte le 25 avril 2006.
- 5 décembre : Renzo Tortelli, photographe italien, mort le 29 mars 2019.
- 28 décembre : Gökşin Sipahioğlu, photographe de guerre, directeur d'agence de presse et grand reporter turc, fondateur de l'agence Sipa Press, mort le 5 octobre 2011.

- Date précise non renseignée ou inconnue :
  - Jean-Louis Michel, photographe français, mort le 6 décembre 2006.
  - Swami Sundaranand photographe indien, mort le 23 décembre 2020.

## Décès
- 1er janvier : 
  - Alwina Gossauer, photographe suisse, l'une des premières femmes photographes professionnelles du pays, née le 1er janvier 1841.
  - Jean-Auguste Brutails, historien de l'art et photographe français, né le 20 décembre 1859.
- 2 janvier : Henrietta Gilmour, photographe et sportive écossaise d'origine canadienne, née en 1852.
- 28 janvier : Abel Briquet, photographe français, actif au Mexique, né le 30 décembre 1833.
- 21 février : Thereza Dillwyn Llewelyn, astronome galloise et pionnière de la photographie scientifique, née en 1834
- 21 mars : Ermanno Stradelli, explorateur, géographe et photographe italien, né le 8 décembre 1852.
- 9 avril : Rogier Verbeek, géologue, naturaliste et photographe néerlandais, né le  7 avril 1845.
- 1er mai : Paul Sescau, photographe français, qui a illustré notamment de photographies des romans pour les éditions Nilsson, né le 18 novembre 1858.
- 16 novembre : Karel Klíč, peintre, photographe et illustrateur tchèque, l'un des inventeurs de la photogravure et de l'héliogravure industrielle, né le 30 mai 1841.
- 18 novembre : Carl Akeley, taxidermiste, photographe et inventeur américain, né le 19 mai 1864.
- 4 décembre : Jean-Eugène Durand, photographe français, spécialisé dans les clichés de monuments historiques, né le 11 juin 1845.
- 31 décembre : Baldomero Gili, photographe espagnol, né le 19 octobre 1873.

- Date précise non renseignée ou inconnue :
  - Giuseppe Bertucci, patriote et photographe italien, né le 5 août 1844.
  - Victor-Édouard de Jongh, un des trois membres de l'atelier suisse De Jongh frères, né en 1859.

## Célébrations
Centenaire de naissance
- Auguste-Rosalie Bisson
- François Chéri-Rousseau
- Thomas Foster Chuck
- William James Harding (en)
- Eusebio Juliá
- Wilhelmina Lagerholm
- Alphonse Liébert
- Samuel McLaughlin
- William Notman
- Eugène Villette